# Nya Banken

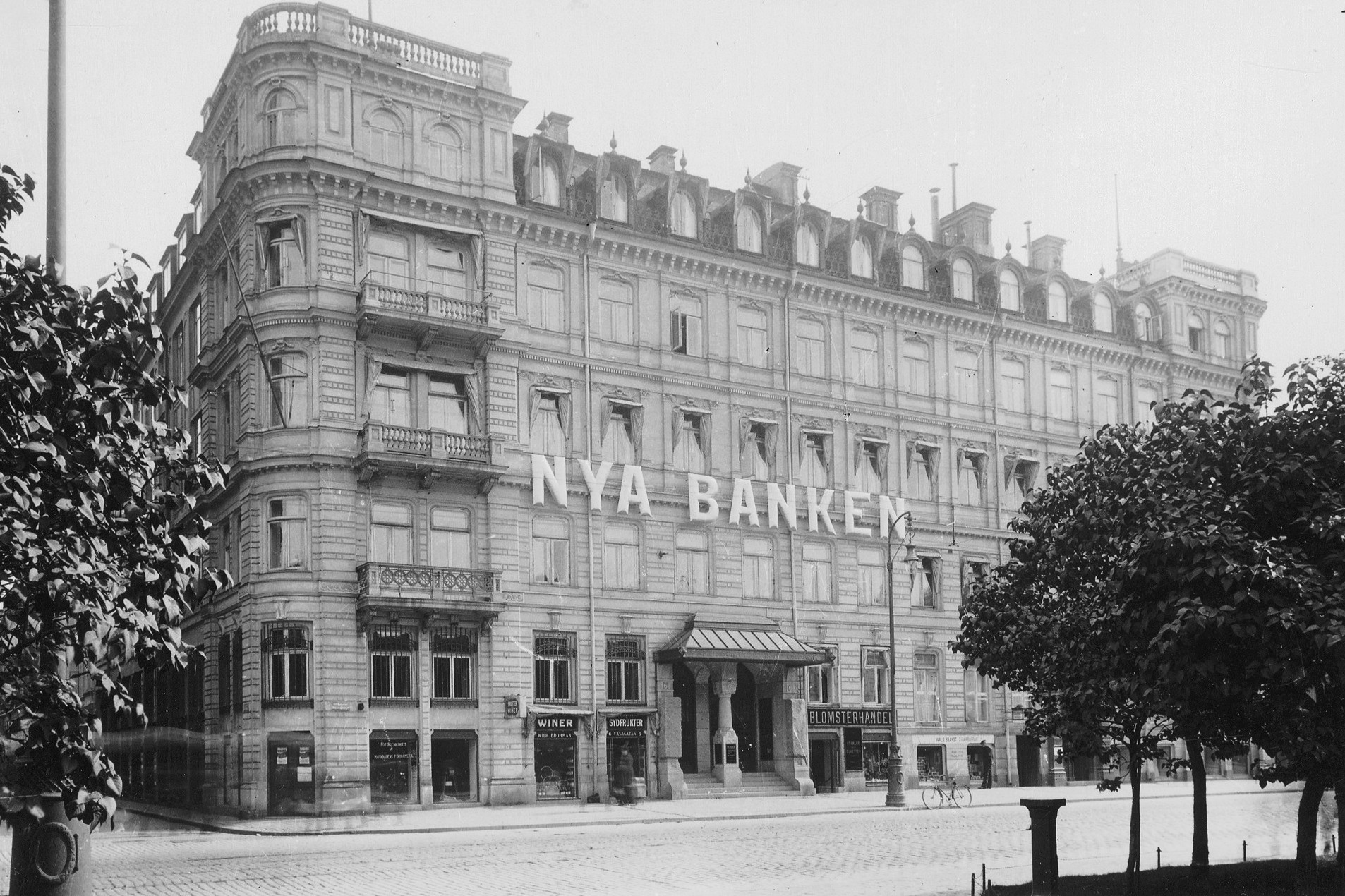
Nya Banken från Wasagatan, 1919.

Nya Banken (även Stockholms Arbetarbank) var en svensk bank, grundad 1912 och nedlagd 1920. 

## Historia

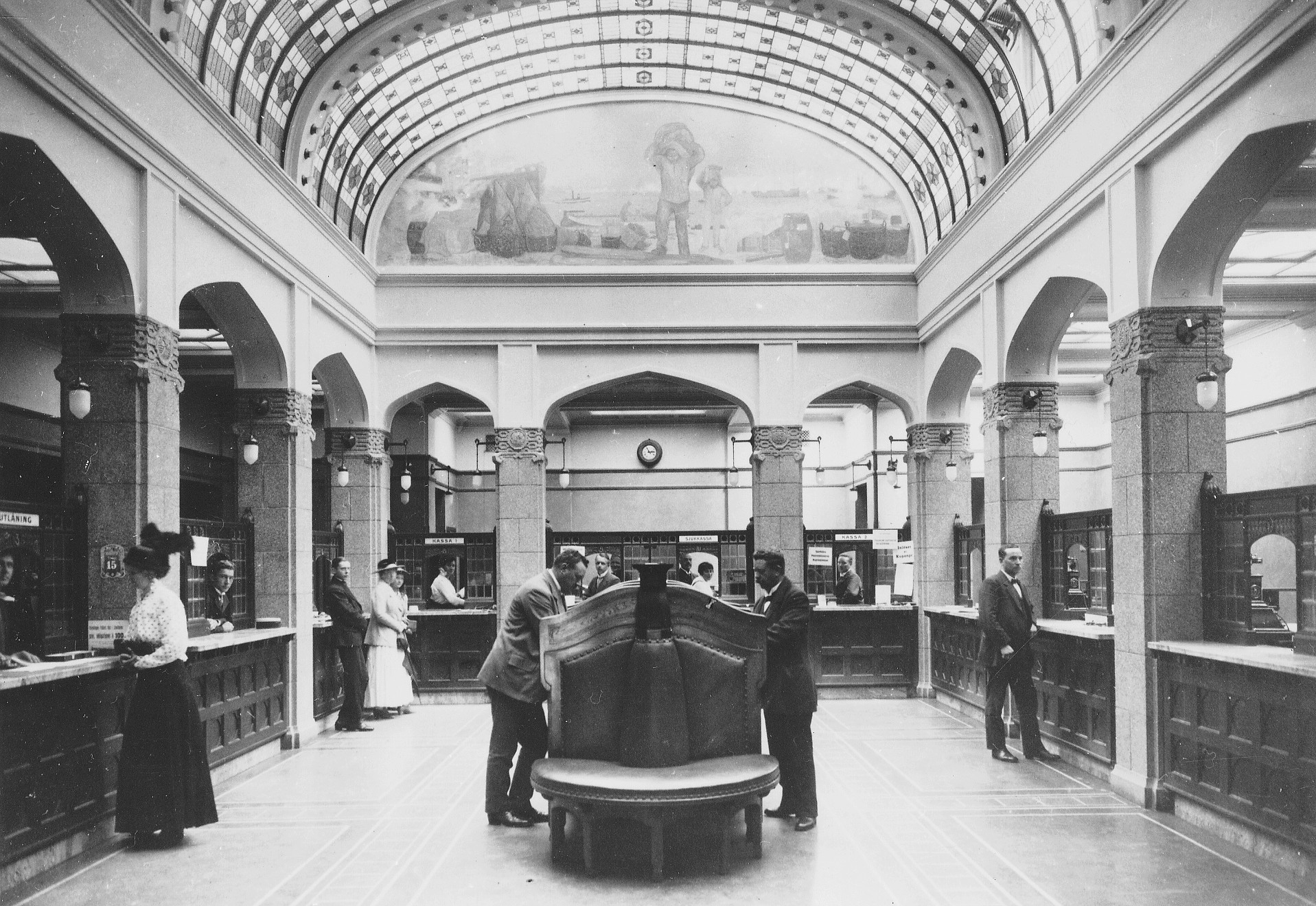
Bankhallen 1917.

Banken var från början framför allt riktad till Stockholms arbetare. Grundare och största ägare till banken var bankiren Olof Aschberg. Styrelsen rekryterades till del ur kooperativa och socialdemokratiska kretsar, och omfattade bland annat KF:s förste affärschef G.W. Dahl, KF:s styrelseordförande sedan 1902 K.G. Rosling  samt journalisten och riksdagsmannen Gerhard Magnusson. Bakom stiftelseurkunden stod även bland andra Otto Järte och Yngve Larsson.
Från 1920 gick banken under namnet Bank AB Norden och 1927 fusionerades den med Södermanlands Enskilda Bank.

### Första världskriget och ryska revolutionen
Nya Banken anklagades för under första världskriget för att ha agerat bulvan för Tyskland genom bland annat finansiering av den ryska revolutionen. Det ledde till att banken 1918 svartlistades av ententen. Aschberg förnekade anklagelserna men valde som ansvarig att avgå.  Banken bytte senare namn till Svenska Ekonomibolaget. [källa behövs]

## Lokaler

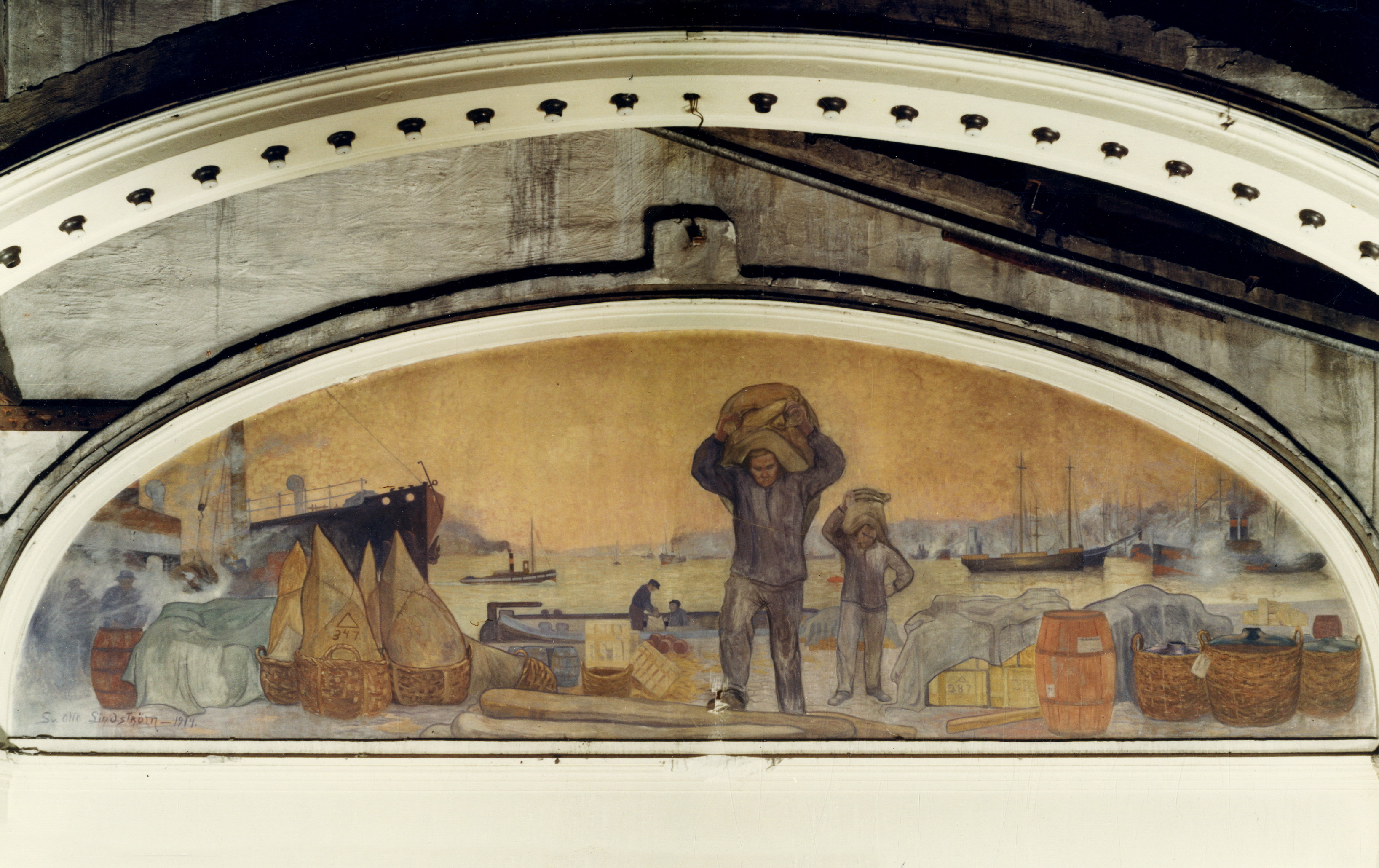
Väggmålning av Otto Lindström.

Bankens lokaler var belägna på Vasagatan 6 i kvarteret Snäckan i ett hus från 1880-talet. Efter en tävling bland fyra arkitekter fick Carl Malmström uppdraget att rita stor bankhall som täcktes med ett tunnvalv av glas och stål samt med överbelysta sidoutrymmen för banktjänstemännen. I fonden fanns en väggmålning föreställandes hamnarbetare målad av Otto Lindström 1914. I övrigt gick inredningen i jugend med mörka diskar med galler och granitklädda pelare. Entrén flankerades av två monumentala skulpturer i granit föreställande en smed och en murare, utförda av Charles Friberg. Huset revs 1965 under rivningen av Klarakvarteren. På platsen står sedan 1971 Sheraton Stockholm Hotel.